# 伊桑僵尸
是一部由M 39制作，帕查拉·奇拉锡瓦特、茱蒂蒙·琼查容苏因领衔主演的泰国惊悚丧尸喜剧片。电影于2023年12月28日在泰国院线上映。

## 剧情
Itt刚被调派前往Good Store超市，是该超市的新经理。他结识了行为古怪而神秘的年轻女员工“Ton Noon”。Ton Noon经常偷偷从超市偷窃过期的肉品。没有人知道她这么做的目的是为了什么……
Itt知道真相的时候已经太迟了，导致了一场灾难的发生。Good Store的员工以及村民们都面临着危险。伴随着僵尸群的疯狂地增加，他们只能为了生存而“跳舞”和战斗。

## 演员阵容
- 帕查拉·奇拉锡瓦特 饰演 Ittichai（Itt），Good Store超市经理，英俊又充满活力的年轻人[3][8]。
- 茱蒂蒙·琼查容苏因 饰演 唐奴（Ton Noon），Good Store超市女员工，经常偷带过期的肉类回家[3][9]。
- 贾图隆·摩乔克 饰演 John，Good Store超市员工。
- 莎顾恩塔娜·缇安派洛
- 皮沙努·朱塔尼姆萨库 饰演 For Rent
- Papinee Yaemnatda
- 苏达拉·布特普罗姆
- 查卢彭·提坤朋提拉翁
- 帕松·辽拉翁
- Pexky Sretunya

## 制作

### 开发
《伊桑僵尸》是在Major Cineplex Group的“ Major Writer Contest: You Write, We Create”剧本开发项目中，约1500多个故事当中脱颖而出的作品。

### 拍摄
2022年7月25日，M 39董事总经理兼执行制片人潘查莉·尼提吉拉罗（Panchalee Nithijiraroj）率领剧组举行了开镜仪式。

## 票房成绩
电影上映仅5天的票房总收入为700万泰铢，仅次于《水行侠2》及泰国本土电影《四天王2》。2024年1月11日至14日期间，电影票房总收入为1630万泰铢，票房排名跌至第6位。